# Andreas Rojas Palma
Andreas Rojas Palma (12 mei 1992) is een Belgisch voormalig basketballer.

## Carrière
Rojas speelde in de jeugd van Sint Jan Basket, Racing Antwerpse Draken, Antwerp Giants, Nieuw Brabo Antwerpen, Boom BC. Hij speelde mee bij Boom BC en Kangoeroes Willebroek in de lagere klasse en maakte in 2011 terug de overstap naar de Antwerp Giants. In 2013 verliet hij de Giants en ging spelen voor Sint Jan Basket in de tweede klasse. Na een seizoen besloot Sint Jan te stoppen en maakte Rojas de overstap naar derdeklasser Fellows Ekeren.
In 2015 keerde hij voor een seizoen terug naar de Antwerp Giants maar kwam bijna uitsluitend voor de tweede ploeg uit. Hij keerde daarna terug naar Fellows Ekeren waar hij de volgender drie jaar speelde. In 2019 ging hij spelen voor het provinciale Spartacus SCK waarmee hij naar eerste provinciale promoveerde. Voor het seizoen 2022/23 tekende hij bij Kontich Wolves. Na een seizoen verliet hij de club voor Phantoms Boom.

## Erelijst
- Kampioen tweede provinciale: 2020